# 樂湖居巴士總站
樂湖居巴士總站（英語：Locwood Court Bus Terminus）位於香港元朗區天水圍南部，設於嘉湖山莊樂湖居的私家路內，連接嘉湖新北江商場。

## 歷史
嘉湖山莊是天水圍首個私人屋苑，第一期樂湖居於1992年入伙，城巴開設嘉湖山莊居民巴士服務路線，分別為901R、902R、903R（已停辦）和904R。
隨著嘉湖山莊的其他期數的住宅單位陸續入伙，嘉湖山莊管理公司自行營運內部居民巴士服務，分別穿梭樂湖居至翠湖居（已停辦）、麗湖居和景湖居。同類型居民巴士服務路線921R（已停辦）、906R、925R（已停辦）也先後途經此站。
2006年4月10日，城巴開辦969B線，分別由樂湖居和天水圍市中心出發，用以取代903R及925R的巴士服務。
2006年8月16日，城巴宣佈於8月20日停辦所有嘉湖山莊居民巴士服務路線，並由冠忠接辦現有部份居民巴士服務路線。

## 路線資料
以此為總站巴士路線資料
- 城巴969B線嘉湖山莊（樂湖居） → 灣仔（菲林明道）
- 冠忠居民巴士NR954線（樂湖居↔景湖居）只限住戶或持票人士乘搭
- 冠忠居民巴士NR955線（樂湖居↔麗湖居）只限住戶或持票人士乘搭

以此為途經站
- 城巴969B線(特別班次)天水圍站 → 灣仔（菲林明道）
- 冠忠居民巴士NR901線（翠湖居↔眾安街）繁忙時間來回服務
- 冠忠居民巴士NR904線（美湖居↔中港碼頭）繁忙時間來回服務
- 冠忠居民巴士NR906線（美湖居↔觀塘翠屏道）繁忙時間來回服務

## 外部連結
- 樂湖居網站 （页面存档备份，存于）
- 城巴開辦全新 969B號線 提升天水圍巴士服務 （页面存档备份，存于），2006年4月4日。
- 城巴停辦嘉湖山莊居民巴士服務 （页面存档备份，存于），2006年8月16日。
- 嘉湖山莊公共交通列表 （页面存档备份，存于）